# Araschnia marginelineata
Araschnia marginelineata är en fjärilsart som beskrevs av Horch 1932. Araschnia marginelineata ingår i släktet Araschnia och familjen praktfjärilar. Inga underarter finns listade i Catalogue of Life.